# Halichoeres hilomeni
Halichoeres hilomeni là một loài cá biển thuộc chi Halichoeres trong họ Cá bàng chài. Loài này được mô tả lần đầu tiên vào năm 2010.

## Từ nguyên
Từ định danh erdmanni được đặt theo tên của Tiến sĩ Vincent V. Hilomen đến từ trường Đại học Los Baños (Philippines), người đã thu gom các mẫu vật của loài cá này và gửi chúng đến các tác giả.

## Phạm vi phân bố và môi trường sống
Tất cả các mẫu vật của H. hilomeni đều được thu thập tại đảo Dibuluan và được quan sát tại đảo Coron (thuộc quần đảo Calamian), đều là những hòn đảo nhỏ nằm ở phía bắc đảo Palawan, Philippines; ngoài ra, loài này cũng được nhiìn thấy ngoài khơi bang Sabah, Malaysia (phía đông bắc đảo Borneo).
H. hilomeni được tìm thấy trên nền đáy hỗn hợp san hô, tảo và cát sỏi ở độ sâu rất nông, khoảng 1–3 m.

## Mô tả
H. hilomeni có chiều dài cơ thể lớn nhất được ghi nhận là 10 cm. Màu sắc của các mẫu vật khi còn sống không được ghi chép lại, nhưng vẫn có thể biết được thông qua các bức ảnh chụp dưới nước. H. hilomeni có quan hệ gần nhất với Halichoeres solorensis, một loài được phân bố giới hạn ở Đông Nam Á do cùng các chỉ tiêu đếm (như số lượng lược mang và vảy cá).
Số gai ở vây lưng: 9; Số tia vây ở vây lưng: 12; Số gai ở vây hậu môn: 3; Số tia vây ở vây hậu môn: 12; Số tia vây ở vây ngực: 14; Số gai ở vây bụng: 1; Số tia vây ở vây bụng: 5; Số vảy đường bên: 27.